# Altpölla
Altpölla ist eine Ortschaft und eine Katastralgemeinde der Gemeinde Pölla im Bezirk Zwettl in Niederösterreich.

## Geografie
Das Dorf liegt nördlich über dem Kamp in verkehrsgünstiger Lage, denn in Wegscheid am Kamp, knapp unterhalb vom Altpölla, befindet sich ein historischer Übergang über den Kamp.

## Geschichte
Laut Adressbuch von Österreich waren im Jahr 1938 in Altpölla ein Bäcker, ein Fleischer, drei Gastwirte, zwei Gemischtwarenhändler, ein Hafner, ein Schmied, zwei Schneiderinnen, ein Schuster, drei Tischler und zahlreiche Landwirte ansässig. Bis zur Gründung der Großgemeinde bildete Altpölla zusammen mit Kleinenzersdorf, Kleinraabs und Wegscheid eine eigene Gemeinde.

## Siedlungsentwicklung
Zum Jahreswechsel 1979/1980 befanden sich in der Katastralgemeinde Altpölla insgesamt 82 Bauflächen mit 51.292 m² und 88 Gärten auf 109.206 m², 1989/1990 gab es 95 Bauflächen. 1999/2000 war die Zahl der Bauflächen auf 110 angewachsen und 2009/2010 bestanden 119 Gebäude auf 232 Bauflächen.

## Öffentliche Einrichtungen
In Altpölla befindet sich eine Volksschule.

## Bodennutzung
Die Katastralgemeinde ist landwirtschaftlich geprägt. 503 Hektar wurden zum Jahreswechsel 1979/1980 landwirtschaftlich genutzt und 333 Hektar waren forstwirtschaftlich geführte Waldflächen. 1999/2000 wurde auf 511 Hektar Landwirtschaft betrieben und 333 Hektar waren als forstwirtschaftlich genutzte Flächen ausgewiesen. Ende 2018 waren 495 Hektar als landwirtschaftliche Flächen genutzt und Forstwirtschaft wurde auf 335 Hektar betrieben. Die durchschnittliche Bodenklimazahl von Altpölla beträgt 38,6 (Stand 2010).